# 종아리동맥
해부학에서 종아리동맥(fibular artery, peroneal artery) 또는 비골동맥(腓骨動脈)은 종아리가쪽칸에 혈액을 공급하는 동맥이다. 정강종아리동맥에서 갈라져 나온다.

## 구조
정강종아리동맥은 무릎 바로 아래의 종아리 위쪽 부분에서 뒤정강동맥과 종아리동맥으로 갈라진다. 종아리동맥은 종아리뼈의 바로 안쪽에서 종아리뒤칸의 깊은층에서 발을 따라 주행한다. 이때 관통가지를 내어 종아리앞칸과 가쪽칸에 혈액을 공급하며 종아리뼈로 영양동맥을 낸다. 일부 문헌에서는 종아리동맥이 뒤정강동맥에서 직접 갈라져 나온다고 서술하지만 혈관외과나 성형외과의 외과의들은 정강종아리동맥의 임상적 중요성에 대해 언급하고 있다.
종아리동맥과 함께 주행하는 작은 동반정맥인 종아리정맥이 존재한다.

### 가지
종아리동맥은 뒤정강동맥으로 교통가지를, 가쪽앞복사동맥으로 관통가지를, 발꿈치뼈의 가쪽 부분으로 발꿈치가지를 낸다.

## 명칭
역사의 어느 시점부터 그리스어 단어인 'perone'과 라틴어 단어인 'fibula'가 다리의 더 작은 뼈(종아리뼈)를 뜻하는 단어로 경쟁해 왔다. 다리의 많은 동맥, 정맥, 신경, 근육은 근처에 있는 뼈를 기준으로 그 이름이 정해졌다. (예: 정강뼈 근처에 있는 앞정강근과 정강신경) 따라서 종아리뼈 가까이에서 주행하는 동맥에는 'peroneal artery'와 'fibular artery'라는 두 이름이 함께 쓰이게 되었다. 종아리뼈를 가리키는 표준 명칭은 결국 'fibula'가 되었지만 근처의 동맥, 신경, 근육의 이름에는 여전히 그리스어에서 파생된 'peroneal'이 혼용되고 있다. 해부학적 명칭의 국제 표준인 Terminologia Anatomica에서는 'fibula'와 'perone'의 두 명칭을 모두 사용 가능하지만 'fibula'에서 파생된 용어들을 더 선호되는 용어로 서술하고 있다.

## 추가 이미지

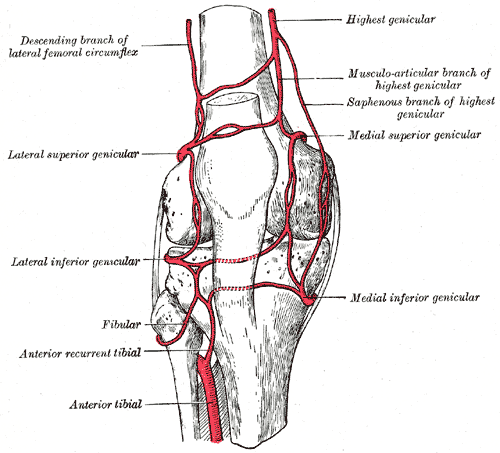
무릎뼈 근처의 동맥 문합